# Município de Winston (condado de Forsyth, Carolina do Norte)
O município de Winston (em inglês: Winston Township) é um localização localizado no  condado de Forsyth no estado estadounidense da Carolina do Norte. No ano 2000 tinha uma população de 185.776  habitantes.

## Geografia
O município de Winston encontra-se localizado nas coordenadas 36° 06′ 13,15″ N, 80° 15′ 16,4″ O.